# Luisa Isabel Álvarez de Toledo
Luisa Isabel Álvarez de Toledo y Maura (Luisa Isabel María del Carmen Cristina Rosalía Joaquina, coneguda simplement com a Isabel en el seu cercle íntim) (Estoril, Portugal, 21 d'agost de 1936 - Sanlúcar de Barrameda, Espanya, 7 de març de 2008), va ser una historiadora, escriptora i aristòcrata espanyola que va ser la XXI Duquessa de Medina Sidonia, XVII Marquesa de Villafranca del Bierzo, XVIII Marquesa de los Vélez, XXV Comtessa de Niebla, tres vegades Gran d'Espanya. Fou també coneguda com la Duquesa Roja (en català la duquessa roja).
Luisa Isabel Álvarez de Toledo va ser cap de la Casa de Medina Sidonia, que ostenta el primer ducat hereditari que es va concedir a la Corona de Castella, el 1445, i d'altres cases nobiliàries, com la de Villafranca del Bierzo, la de los Vélez o la de Paternò. La seva residència principal va ser el Palau de Medina Sidonia, situat a Sanlúcar de Barrameda, província de Cadis, que conté un dels arxius privats més importants d'Europa.
Els seus ideals republicans i la seva oposició al franquisme van fer d'ella una noble atípica, pel qual va rebre el sobrenom de "la duquesa roja". Com escriptora, va publicar diverses novel·les i com historiadora la seva obra va ser força polèmica. Va dedicar gran part de la seva vida a la conservació i catalogació de l'Arxiu de la Casa de Medina Sidonia, així com a la creació de la Fundació Casa Medina Sidonia.
També és coneguda per ser la noble espanyola de més alt rang en casar-se in articulo mortis (en el moment de la mort) amb una dona, la seva companya Liliane Marie Dahlmann, i que ara ostenta el títol de Duquessa vídua de Medina Sidonia pel dret de la seva difunta esposa.